# Joel Gisler
Joel Gisler (ur. 25 lutego 1994 w Bürglen) – szwajcarski narciarz dowolny, specjalizujący się w halfipe’ie. W Pucharze Świata zadebiutował 20 marca 2011 roku w La Plagne, zajmując 21. miejsce. Tym samym już w swoim debiucie zdobył pierwsze pucharowe punkty. Na podium zawodów tego cyklu po raz pierwszy stanął 22 grudnia 2017 roku w Secret Garden, kończąc rywalizację na drugiej pozycji. Rozdzielił tam Francuza Thomasa Kriefa i swego rodaka, Robina Brigueta. W 2014 roku zdobył srebrny medal podczas mistrzostw świata juniorów w Valmalenco oraz zajął 18. miejsce na igrzyskach olimpijskich w Soczi. Wystąpił też na mistrzostwach świata w Sierra Nevada, zajmując 26. miejsce.

## Osiągnięcia

### Igrzyska olimpijskie
| Miejsce | Dzień     | Rok  | Miejscowość | Konkurencja | Zwycięzca  |
| ------- | --------- | ---- | ----------- | ----------- | ---------- |
| 18.     | 18 lutego | 2014 | Soczi       | Halfpipe    | David Wise |

### Mistrzostwa świata
| Miejsce | Dzień    | Rok  | Miejscowość   | Konkurencja | Zwycięzca    |
| ------- | -------- | ---- | ------------- | ----------- | ------------ |
| 26.     | 18 marca | 2017 | Sierra Nevada | Halfpipe    | Aaron Blunck |

### Puchar Świata

#### Miejsca w klasyfikacji generalnej
- sezon 2010/2011: 157.
- sezon 2012/2013: 210.
- sezon 2013/2014: 195.
- sezon 2015/2016: 86.
- sezon 2016/2017: 49.
- sezon 2017/2018:

#### Miejsca na podium
1. Secret Garden – 22 grudnia 2017 (halfpipe) – 2. miejsce